# Decal (Fahrrad)

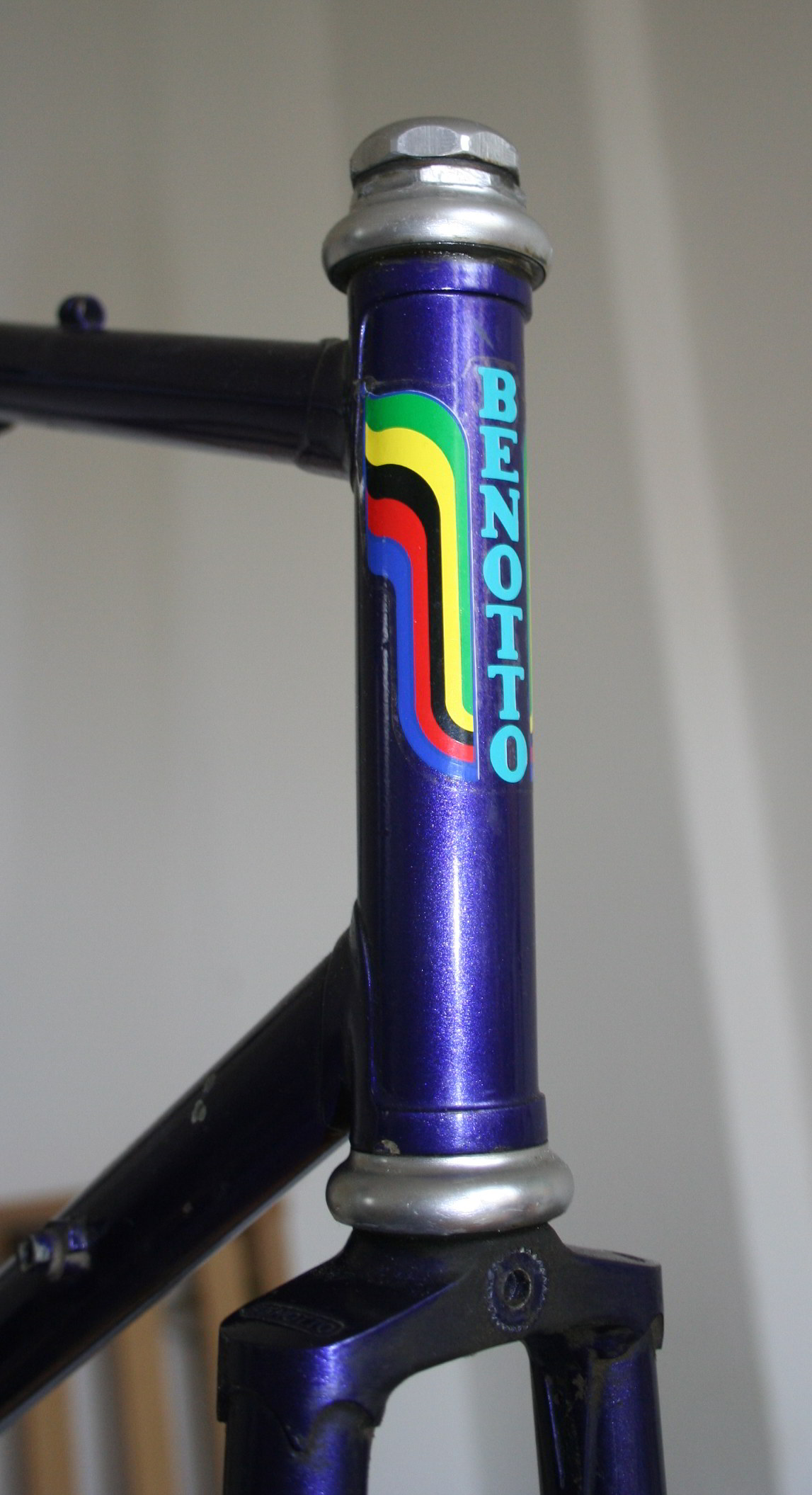
Einfach aufgeklebter Decal auf einem Rennradrahmen der italienischen Marke Benotto

Decal ist die Bezeichnung für die Beschriftung eines Rades mit dem Logo oder dem Schriftzug des Herstellers. Decal ist eine Kurzform von engl. decalcomania; aus frz. décalcomanie von décalquer „übertragen“. Im Englischen bedeutet decal auch Abziehbild oder Aufkleber.
Fahrradhersteller beschriften ihre Räder mit dem Schriftzug und teilweise mit dem Firmenlogo. Besonders bei hochwertigen Rennrädern in den 1970er und 1980er Jahren legten die Hersteller großen Wert auf eine gute Beschriftung, da sie markenbildend wirkt. Teilweise wurden auch Gravuren des Logos oder andere Motive in die Rahmen eingeprägt. Die Decals sind bei alten Rädern wichtige Indizien, um das spezifische Modell einer Marke zu identifizieren. Häufig kaufen Firmen Rahmen zu und versehen diese mit eigenen Decals. Teilweise werden Namen verwendet, die in der Radsportszene bekannt sind. So wurden Räder des deutschen Radsporthändler Brügelmann mit „Colnago Sport“-Decals ausgestattet. Colnago initiierte eine gerichtliche Auseinandersetzung wegen der Namensgleichheit. 
Bei hochwertigeren Decals wird das Logo auf eine Spezialfolie gedruckt und anschließend mit einem Plotter freigestellt. Über die Beschriftung auf dem Rahmen wird Klarlack in einer oder mehreren Schichten aufgetragen.

## Bilder

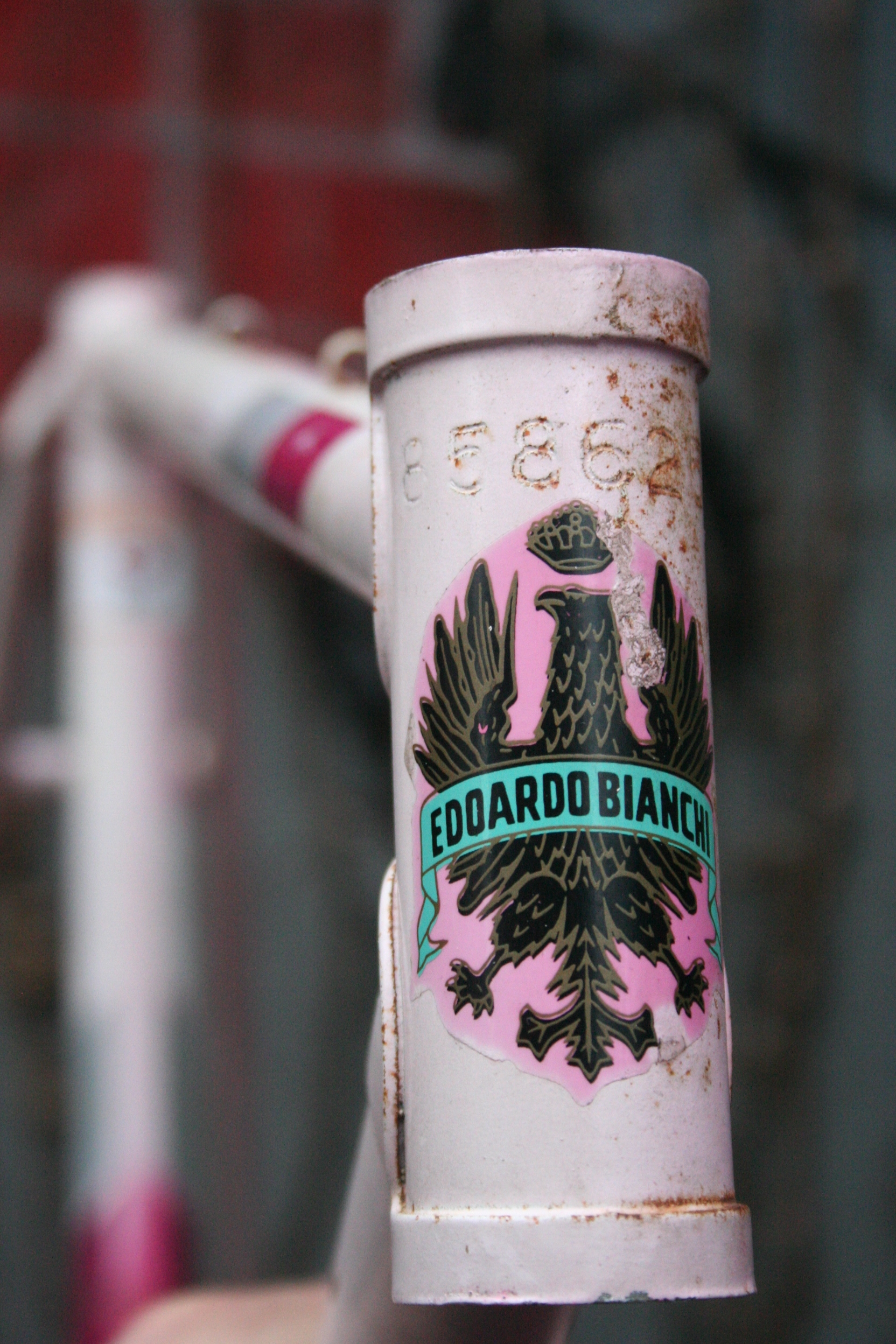
Bianchi-Decal („Bianchi-Adler“)
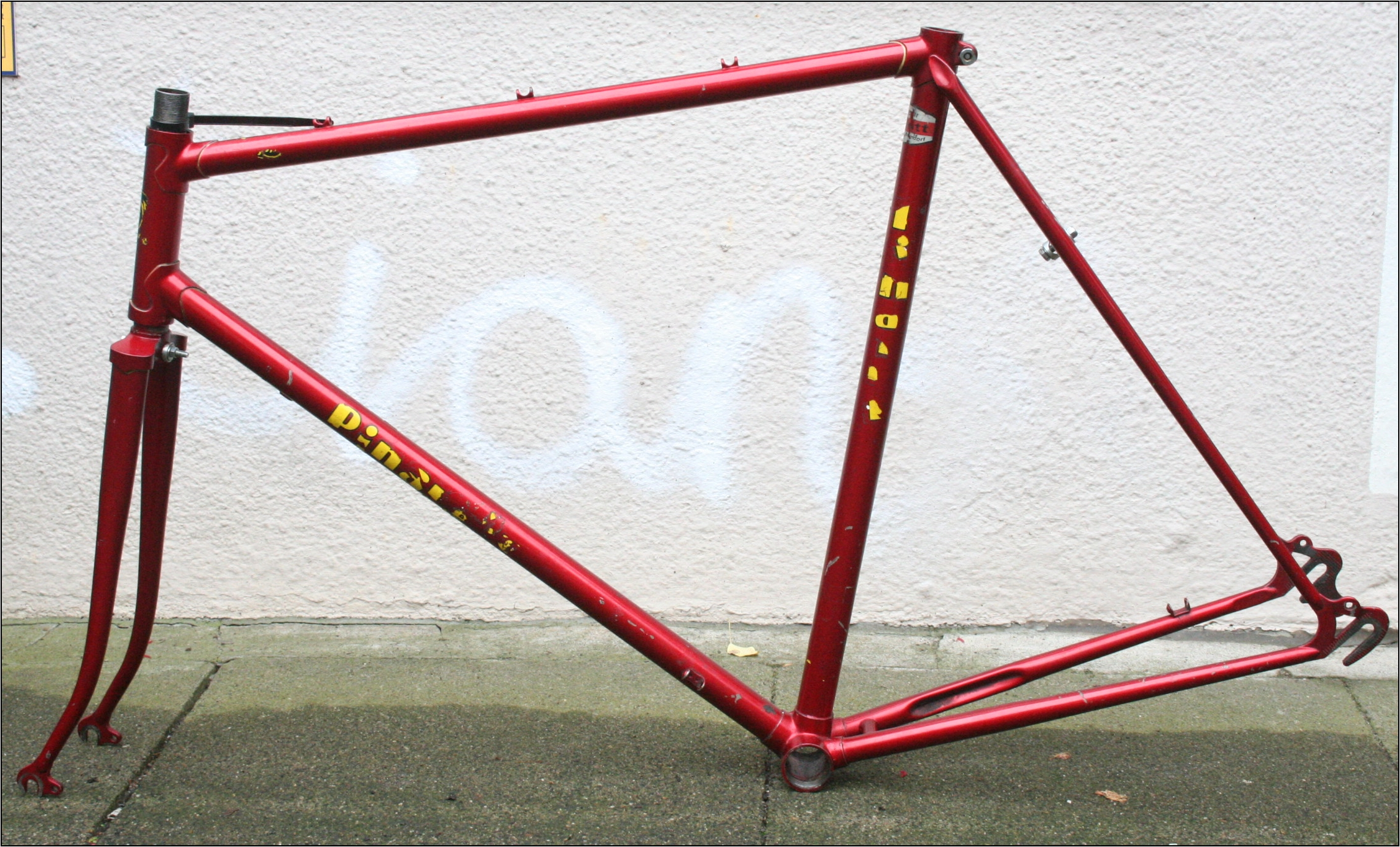
Werkseitig mit Pinarello-Decals versehener Rahmen der deutschen Firma Epple
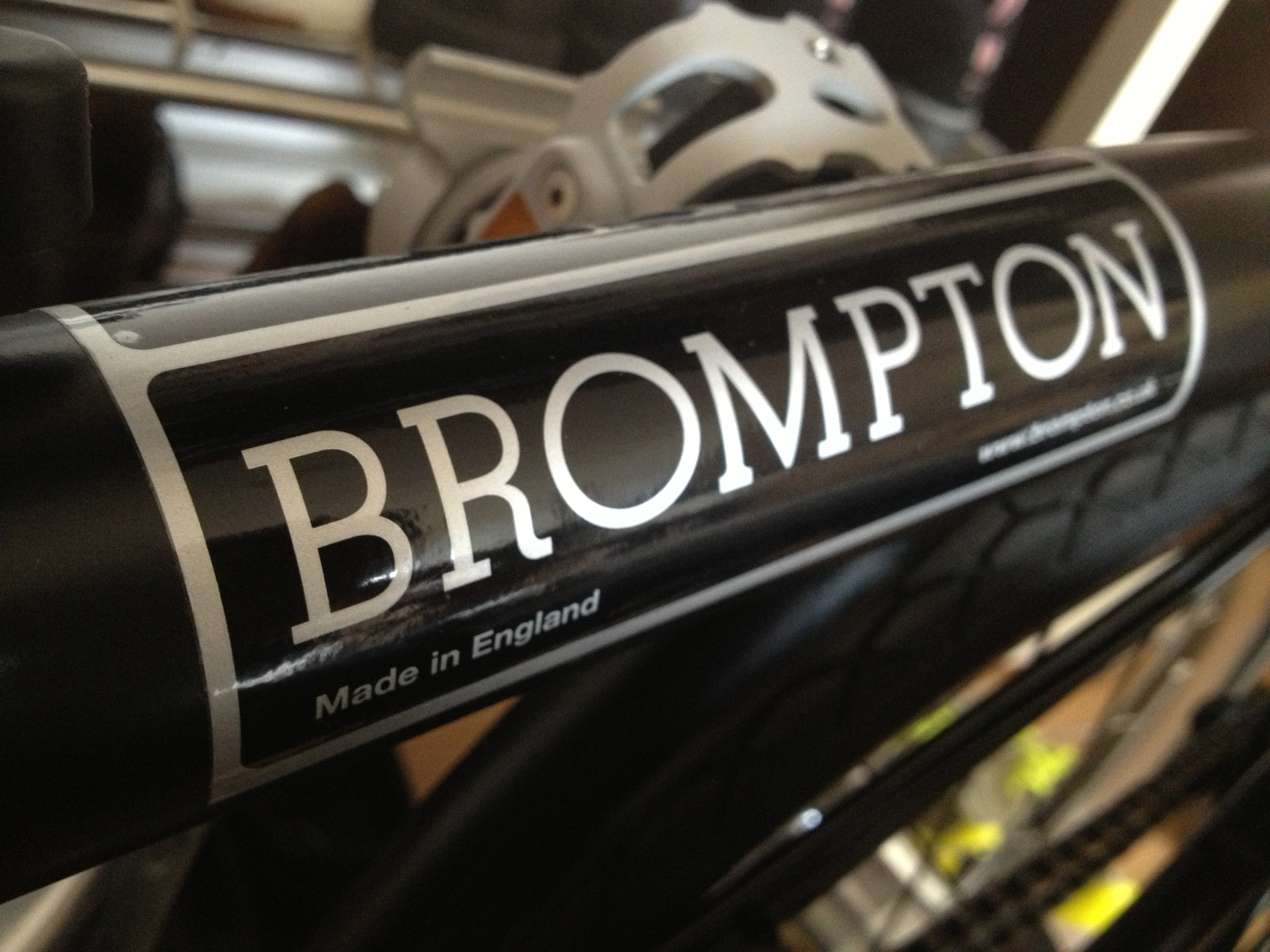
Decal auf einem Brompton-Klapprad
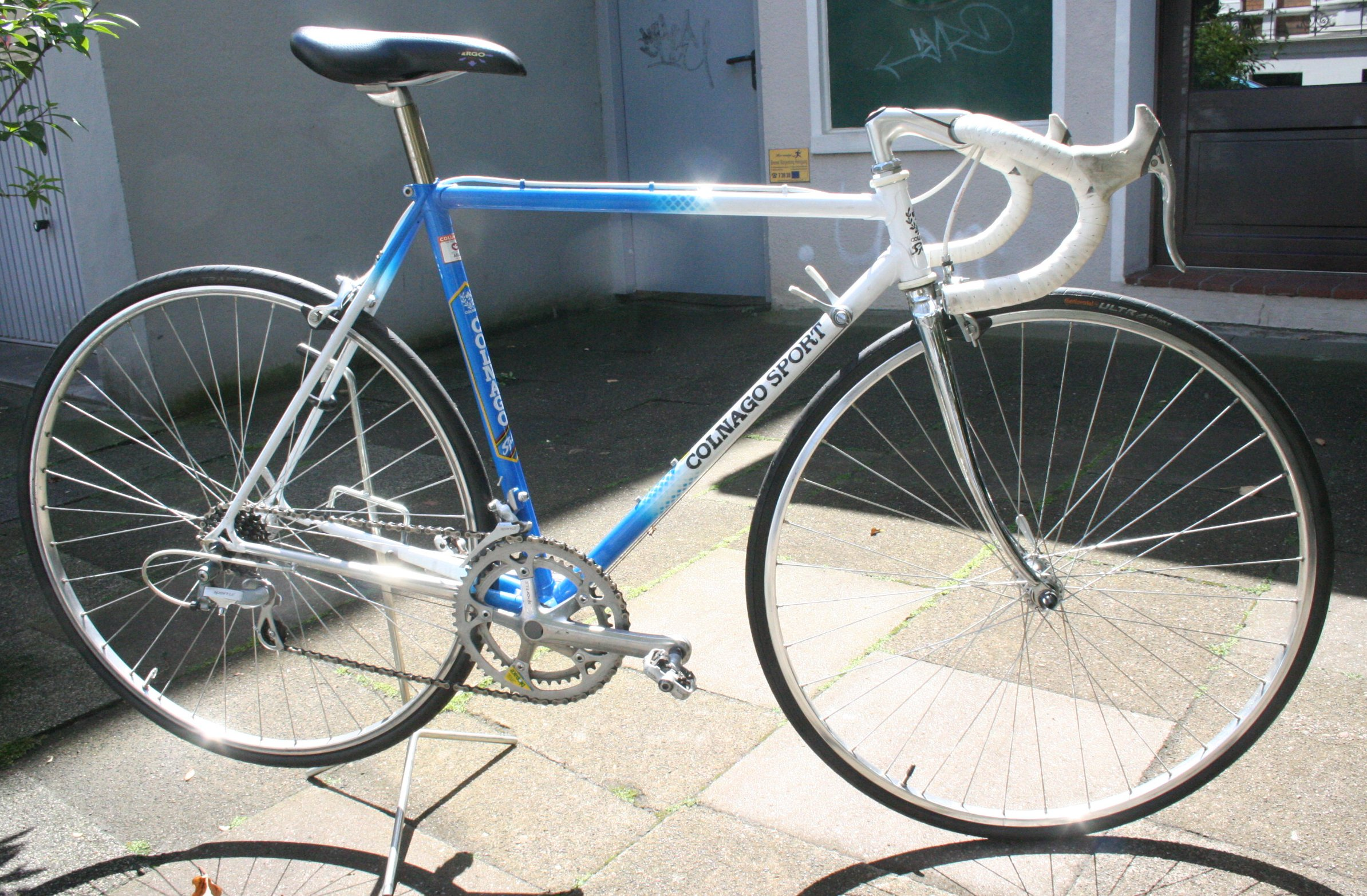
„Colnago Sport“-Decals auf einem Rennrad der Firma Brügelmann